# 魂の籠
『魂の籠』（たましいのかご、The Soul Cage）は、トマス・カイトリーが創作したおとぎ話。
当初はアイルランド民話としてトマス・クロフトン・クローカー編『南アイルランドの妖精伝説と伝承』（1825–28年）に所収された。
地元の漁師が男性のメロウ（人魚）によって海底の棲家に招待され、籠の中に閉じ込められた溺死者の魂のコレクションを見せられたのち、これらを解放するために策略する話である。

## あらすじ
井村君江による邦訳「魂の籠」がある。
アイルランドの" ドゥンベッグ湾"（当時のクレア県ドンベッグ (行政教区)にあり）に在住の漁師ジャック・ドハティは、漂着物を集めるなどして暮らしをつないでいた。
父や祖父の代と同じように、メロウ（人魚）に巡り合うのが、そのかねてからの念願だった。そしてついに男性のメロウを発見し、風の強い日ならば通常的に「メロウの岩」に座りにくるという習性をつきとめた。ある日おもいきって、その魚人（フィッシュ・マン）と挨拶をかわす。遠目からも緑色の体だったが、髪も歯も緑色で、鼻は豚のようで赤く、足はうろこでおおわれ、魚の尾をもち、両腕は短く鰭のようであった。また、頭には潜水を可能にする魔法の帽子をかぶっていた。これは"つばのある三角帽子 (cocked hat)"であると描写される。その魚人の名はクーマラといった（"海の犬"の意）。 
両者は、お互いが海で失われた酒を回収していることや、酒量について談笑し、後日にまた会う約束をした。魚人はジャックの分まで二つの潜水帽を持ってきて、海中の魚人の棲家に行くこととなった。魚人は自分の尻尾にしがみつくよう指示し、海深く潜っていった。家の中に入ると火がくべられており、地上のように乾いていた。家具などは揃わずだったが、最高級の海鮮料理と外国産蒸留酒をふるまわれた。
そこでジャックは、海老籠のようなものが地面に並べられているのを目にした。何かと尋ねると、溺死した船乗りの魂が入っているのだという。クー老人に悪意はなく、冷たい水に漂う魂を暖かい家に連れてきて介抱したつもりだったのだ。しかしジャックは昇天できない魂たちを嘆き、脱出させてやると決めた。
ジャックは、妻のビディーを言い含めて家から遠ざけ、自宅にクーマラを招待した。そして相手を酔い潰させる計略だったが、一回目は老人の酒量にかなわず失敗に終わった。ほどよく頭を冷やしてくれる海水が頭上にあるときとはブランデーの酔いのめぐりようが違ったのだ。そこで二回目は、相手が不慣れなポチーン酒（密造酒）を提供することとした。そしてクーマラが酔って眠った隙に海底に行き魂たちを解放した。しかし、その間に妻が帰宅し、魚人も見られてしまった。しかたなくジャックはいきさつを話し、信心深い彼女は（魂の救済という）善行を称えて許してくれた。
魚人は、魂がなくなったことを気にもとめなかったようで、二人の友好はしばらくのち続いた。しかし、ある日を境に、合図の石を海に投げても、クーマラは会いにこなくなってしまった。

## 背景
「魂の籠」は、トマス・クロフトン・クローカー編『南アイルランドの妖精伝説と伝承』（第二部、1828年）に発表された。クローカーは、この話を含めた4篇と多大なメモをトマス・カイトリーより入手していたが、その無償の協力者の功には何ら言及せずカイトリーの反感を買っていた。カイトリーは「魂の籠」を自著『フェアリー神話学』（1828年）で発表し、1850年版で、これが採集民話ではなく、ドイツの伝説を翻案して創作した話であったことを暴露した。
元になったドイツの話は、グリム兄弟『ドイツ伝説集』所収第52番「男の水の精（ヴァッサーマン）と農夫」のことであり、クローカーもカイトリーもそれぞれドイツ語から訳出している。
カイトリーは書き洩らしているが、原話はドイツ系ボヘミアの口承とされており、チェコの民話である可能性が高い。ヴァッサーマンというのはチェコ語でいうヴォドニークやハストルマンのことであり、類話としてヴォドニークが魂を壺に閉じ込める話が知られる。
クローカーやグリム兄弟を陥れた捏造行為（hoax）とする見方もあるが、カイトリーがヴィルヘルム・グリムに宛てた書簡によれば（1829年1月元旦付）、捏造はそもそもクローカーの発案であった。カイトリーは、グリムの『ドイツ伝説集』を英訳した原稿を用意し、クローカーに朗読していた。するとクローカーは、この「ヴァッサーマン」が、話の種として見込みがあるのではないかと言いだし、カイトリーに依頼して短編を創作させたのだという（1828年6月13日付書簡）。刊行された「魂の籠」もカイトリーが渡した原稿のままでなく、クローカーがかなり改稿を加えたものが出版されたとされている。
その後、公に捏造を認めたカイトリーは、おおよそ同じ内容のアイルランド民話がコーク県やウィックロー県沿岸でみつかったと主張して、問題を複雑化させている。そして実在の民話では、魂の容器がロブスターポット（海老籠）でなく、フラワーポット（植木鉢）あったことが聴き取り調査で判明したとする。ある学者は、カイトリーの告白が1878年と遅かったものと誤認しており、その五十年のあいまに口承文学に取り入れられたのであろう、と仮説した。しかし、前出の書簡を事実とするなら、カイトリーは"アイルランドの異なる地方で、幼少の頃よりこの伝説をよく知る二人の人物に出会った"のであり、捏造の相当以前から伝説が確立していたことが示唆される。だが、その後の研究者が追跡調査をおこなっても、いわれたようなアイルランドの当地にそのような伝承があるという手掛かりは見つからなかった。
カイトリーの創作では、舞台がクレア県のドンベッグ教区だが、同県で人魚についての民間伝承を採集したトーマス・J・ウェストロップは、カイトリーのいうような伝説をこの地域で確認することができなかった。だが疑問はのこるものの、これが真正の民話であることは否定しなかったようである。

## 影響
本作品は、民俗学者 リチャード・ドーソンの言葉を借りればフェイクロア（疑似伝承）であるにかかわらず、本格民話であると認識された例であり、のちW・B・イェイツの話集『アイルランド農民の妖精物語と民話集（1888年）にも掲載された。イェイツ自身は、このような説話に他で遭遇したことはないが、地域限定の伝説として懐疑心を収めたようである。また、カイトリーの創作だと知るケビン・クロスリー＝ホランドも、あえてその民話集に撰している。
また、オスカー・ワイルドの童話「漁夫とその魂」の土台となったというのが、評論家のリチャード・パインの持論である。